# 척 코트니
척 코트니(Chuck Courtney, 1930년 7월 23일 ~ 2000년 1월 19일)는 미국의 배우, 스턴트 배우, 영화 프로듀서이다.
로스앤젤레스에서 태어났으며 노스할리우드에서 사망하였다.

## 영화
- 스페이스 캅 (1990년)
- 제3의 침입자 (1986년)
- 신의 음식 (1976년)
- 리오 로보 (1970년)
- 제12순찰대 (1968년)
- 비밀지령 (1968년)
- 빌리 더 키드 버서스 드라큐라 (1966년)
- 서부를 향해 달려라 (1965년)
- 스파타커스 (1960년)
- 틴에이저 몬스터 (1958년)
- 라인업 (1958년)
- 미트 미 인 라스 베가스 (1956년)
- 차와 동정 (1956년)
- 우정어린 설득 (1956년)
- 웨스트 포인트 (1955년)
- 용감한 린티 (1954년)
- 워킹 마이 베이비 백 홈 (1953년)
- 어페어 오브 도비 길리스 (1953년)
- 프란시스 고즈 투 웨스트 포인트 (1952년)
- 용감한 페이건 (1952년)
- 아스팔트 정글 (1950년)
- 론 레인저 - 49년 시리즈 (1949년)